# Ida Östenberg
Ida Margareta Ingemarsdotter Östenberg, född 16 juni 1965, är en svensk antikhistoriker.
Ida Östenberg studerade latin, antikens kultur och samhällsliv, historia, arkeologi med mera vid Lunds universitet med en kandidatexamen 1991. Hon disputerade i antikens kultur och samhällsliv 2003 vid Lunds universitet på avhandlingen Staging the world. Rome and the other in the triumphal procession, vilken analyserar det romerska triumftåget i staden Rom efter segerrika fälttåg och diskuterar hur processionerna skapade uppfattningar om den egna identiteten.
Hon är professor i antikens kultur och samhällsliv vid Göteborgs universitet och fick 2015 en femårig forskartjänst där med inriktning på "det offentliga rummet i den klassiska antiken", finansierad av Vitterhetsakademien.
Hon fick Johan Lundblads pris 2016 och Stora historiepriset 2018. Hon medverkar regelbundet i bland annat Svenska Dagbladet.